# Orwell Bridge
De Orwell Bridge is een betonnen kokerliggerbrug net ten zuiden van Ipswich in Suffolk, Engeland. De brug werd in 1982 opengesteld voor het wegverkeer en voert de A14 (voorheen de A45) over het estuarium van de Orwell.
De hoofdoverspanning is 190 meter, wat ten tijde van de bouw de langste overspanning van voorgespannen beton was die in het Verenigd Koninkrijk werd gebruikt. De twee overspanningen naast de hoofdoverspanning zijn 106 m, ook wel ankeroverspanningen genoemd. De meeste andere overspanningen zijn 59 meter. De totale lengte is 1.287 meter van Wherstead naar de locatie van de voormalige luchthaven van Ipswich. De breedte is 24 meter bij een doorvaarthoogte van 43 meter.
De brug is opgebouwd uit een paar doorlopende betonnen kokerliggers met dilatatievoegen die uitzetting en krimp mogelijk maken. De liggers zijn hol, waardoor ze gemakkelijker kunnen worden geïnspecteerd en toegang bieden tot diensten, waaronder doorvoer van telecom, stroom en een waterleiding van 711 mm vanuit het nabijgelegen Alton Water-reservoir. 
Bij het ontwerp van de brug werd rekening gehouden met de impact op de monding van de Orwell en met de behoeften van de haven van Ipswich. De locatie dicht bij de zuidelijke rand van Ipswich werd geschikt geacht voor de industriegebieden van de West Bank Terminal en Ransomes Industrial Estate aan de oostkant.
Palen werden 40 meter in de rivierbodem afgezonken; Pigott Foundations of Ormskirk boorde 1142 palen; de hoofdaannemer van de onderbouw was Stevin Construction B.V., een Nederlands bedrijf. De hoofdoverspanning werd geconstrueerd met behulp van een uitkragende techniek, waarbij secties aan afwisselende zijden van de pier in een wekelijkse cyclus werden gegoten. Høsveis & Bofa van Hønefoss in Noorwegen hielp bij het vormen van de kokerligger (staalwerk). De rollagers waren van Maurer AG uit Duitsland. Kanton Mageba UK (Zwitserland) uit Bicester leverde de bruglagers en dilatatieverbindingen. De voorgespannen betonnen kokerliggersecties hadden VSL-pezen en GKN-superstrengstaalkabel. De constructieportalen werden gefabriceerd door Fairfield Mabey.
De bouw van de brug begon in oktober 1979 en werd voltooid op 1 april 1982. De brug werd op 17 december 1982 ingehuldigd door David Howell, Baron Howell van Guildford, toen de staatssecretaris van Transport.
Om veiligheidsredenen werd in november 2015 een permanent verlaagde snelheidslimiet van 60 mph ingevoerd. Vanwege de vele zijwind is de brug vaak gesloten tijdens stormen. Om de sluitingstijd en de druk die deze uitoefent op lokale wegen te verminderen, heeft Highways England in 2021 elektronische variabele snelheidslimieten geïnstalleerd op de brug en de benaderingen aan weerszijden. Tijdens bepaalde omstandigheden met harde wind kan de maximumsnelheid worden verlaagd van 60 mph naar 40 mph, in plaats van de brug te sluiten.
In 2023 gebruikten meer dan 67.500 voertuigen per dag.